# AIゴールド証券
AIゴールド証券株式会社（エーアイゴールドしょうけん、英: AI GOLD SECURITIES CO.,LTD.）は、東京都中央区日本橋久松町に本社を置く金融会社。
外国為替証拠金取引、CFD取引、商品先物取引を扱っている。

## 概要
2005年、東京コムウェルFX株式会社として設立され、その後、事業引継ぎ、増資、商号変更を経て、現在のAIゴールド証券株式会社になった。
個人向けのサービスは、外国為替証拠金取引（FX取引）、CFD取引、商品先物取引を用意している。また、個人向けに投資セミナーも開催している。

## 沿革
- 2005年12月 - 東京都豊島区に「東京コムウェルFX株式会社」（以下、東京コムウェルFX）を設立[1] 資本金：3億円
- 2006年3月 - 金融先物取引業登録　【登録番号：関東財務局長（金先）第123号】、金融先物取引業協会加入
- 2006年4月 - 東京コムウェルFXが金融先物取引に係わる業務を「東京コムウェル株式会社」より事業承継、東京金融先物取引所（現・東京金融取引所）に加入
- 2007年9月 - 金融商品取引業登録　【登録番号：関東財務局長（金商）第282号】
- 2008年10月 - カネツホールディングスが東京コムウェルFXの全株式（100％）を取得し、カネツホールディングスの100％子会社となる。くりっく365新システムで23通貨の取扱開始
- 2008年11月 - 東京コムウェルFXが増資、資本金：4億4千万円
- 2008年12月 - 東京コムウェルFXが「カネツFX株式会社」に商号変更、本社所在地を日本橋蛎殻町に移転
- 2009年11月 - 本社所在地を日本橋久松町に移転
- 2010年10月 - 金融商品取引法に基づく、有価証券関連業の登録を受ける、日本投資者保護基金加入
- 2010年11月 - 東京金融取引所の株価指数証拠金取引資格と清算資格を取得、日本証券業協会加入、くりっく株365（取引所CFD）取扱い開始
- 2011年10月 - カネツFX株式会社が会社名を「カネツFX証券株式会社」に商号変更
- 2015年7月 - 増減資、資本金：4億4千万円
- 2017年10月 - 商品先物取引に係る業務を「カネツ商事株式会社」より事業承継、日本商品先物取引協会の会員資格をカネツ商事株式会社より継承、日本商品委託者保護基金加入、日本商品先物振興協会加入
- 2020年10月 - カネツFX証券株式会社が会社名を「AIゴールド証券株式会社」に商号変更

## 加入団体
- 一般社団法人金融先物取引業協会
- 日本証券業協会
- 日本投資者保護基金
- 日本商品先物取引協会
- 日本商品委託者保護基金
- 日本商品先物振興協会